# Goethe-Jahr (1982)
Im Jahr 1982 wurde der 150. Todestag des Dichters Johann Wolfgang von Goethe im geteilten Deutschland sowohl in der Bundesrepublik Deutschland als auch in der DDR feierlich begangen. Es ist allerdings eine Goethe-Feier oder ein Goethe-Jahr, die die Teilung stärker betont als das Verbindende. Sie lenkt auf die Goethe-Gedenkfeier 1949 zurück. In der Paulskirche (Frankfurt) fand eine Goethe-Feier statt. Im Jahr 1982 fanden Gedenkveranstaltungen auch in Weimar statt. In Weimar fand ein Kolloquium statt zu Ehrung Goethes statt. Darüber wurde am 17. April 1982 ein Interview mit dem Schriftsteller Erich Köhler in der Thüringischen Landeszeitung veröffentlicht. Er war Teilnehmer dieses  vom 23. bis 28. März 1982 stattfindenden Kolloquiums mit internationaler Beteiligung. Goethe war 1982 auch Gegenstand der documenta. Auch Ausstellungen fanden statt.
Zu diesem Anlass wurden Gedenkmünzen herausgegeben. Die Staatsbank der DDR brachte zu diesem Anlass eine 5 Mark Münze mit Goethes Gartenhaus als Motiv heraus. Die Erstausgabe erfolgte am 22. Juni 1982. Diese Münze war für den regulären Zahlungsverkehr innerhalb der DDR bestimmt. Dementsprechend war ihre Auflage mit 245.500 hoch. Auch die Bundesbank gab eine 5 DM-Münze in einer Silber-Kupfer-Legierung heraus. Zu den vielfältigen Goethe-Ehrungen des Jahres 1982 gehört auch der Film Die italienische Reise von Johann Wolfgang von Goethe nach dem Drehbuch und unter der Regie von Werner Kohlert.